# Кубок Англії з футболу 1947—1948
Кубок Англії з футболу 1947—1948 — 67-й розіграш найстарішого футбольного турніру у світі, Кубка виклику Футбольної Асоціації, також відомого як Кубок Англії. Вдруге титул здобув Манчестер Юнайтед.

## Перший раунд
| Дата                  | Господарі                  | Рахунок | Гості                       |
| --------------------- | -------------------------- | ------- | --------------------------- |
| 29 листопада          | Честер                     | 3:1     | Бішоп Окленд                |
| 29 листопада          | Дартфорд                   | 0:0     | Бристоль Сіті               |
| 6 грудня Перегравання | Бристоль Сіті              | 9:2     | Дартфорд                    |
| 29 листопада          | Борнмут енд Боском Атлетік | 2:0     | Гілфорд Сіті                |
| 29 листопада          | Барроу                     | 3:2     | Карлайл Юнайтед             |
| 29 листопада          | Вотфорд                    | 1:1     | Торкі Юнайтед               |
| 6 грудня Перегравання | Торкі Юнайтед              | 3:0     | Вотфорд                     |
| 29 листопада          | Джиллінгем                 | 1:0     | Лейтон Орієнт               |
| 29 листопада          | Ноттс Каунті               | 9:1     | Горшем                      |
| 29 листопада          | Кру Александра             | 4:1     | Саут Шилдс                  |
| 29 листопада          | Лінкольн Сіті              | 0:2     | Воркінгтон                  |
| 29 листопада          | Свіндон Таун               | 4:2     | Іпсвіч Таун                 |
| 29 листопада          | Стоктон                    | 2:1     | Грантем                     |
| 29 листопада          | Рексем                     | 5:0     | Галіфакс Таун               |
| 29 листопада          | Транмер Роверз             | 2:0     | Стейлібрідж Селтік          |
| 29 листопада          | Стокпорт Каунті            | 3:1     | Аккрінгтон Стенлі           |
| 29 листопада          | Троубрідж Таун             | 1:1     | Брайтон енд Гоув Альбіон    |
| 6 грудня Перегравання | Брайтон енд Гоув Альбіон   | 5:0     | Троубрідж Таун              |
| 29 листопада          | Бристоль Роверз            | 3:2     | Лейтонстоун                 |
| 29 листопада          | Бромлі                     | 3:3     | Редінг                      |
| 6 грудня Перегравання | Редінг                     | 3:0     | Бромлі                      |
| 29 листопада          | Грейт Ярмут Таун           | 1:4     | Шрусбері Таун               |
| 29 листопада          | Норвіч Сіті                | 3:0     | Мертір-Тідвіл               |
| 29 листопада          | Галл Сіті                  | 1:1     | Саутпорт                    |
| 6 грудня Перегравання | Саутпорт                   | 2:3     | Галл Сіті                   |
| 29 листопада          | Олдем Атлетік              | 6:0     | Ланкастер Сіті              |
| 29 листопада          | Крістал Пелес              | 2:1     | Порт Вейл                   |
| 29 листопада          | Вімблдон                   | 0:1     | Менсфілд Таун               |
| 29 листопада          | Ексетер Сіті               | 1:1     | Нортгемптон Таун            |
| 6 грудня Перегравання | Нортгемптон Таун           | 2:0     | Ексетер Сіті                |
| 29 листопада          | Гартлпул Юнайтед           | 1:0     | Дарлінгтон                  |
| 29 листопада          | Ньюпорт Каунті             | 3:2     | Саутенд Юнайтед             |
| 29 листопада          | Челтнем Таун               | 5:0     | Стріт                       |
| 29 листопада          | Ранкорн                    | 4:2     | Сканторп-енд-Ліндсі Юнайтед |
| 29 листопада          | Воксголл Моторс            | 1:2     | Волсолл                     |
| 29 листопада          | Нью-Брайтон                | 4:0     | Мерайн                      |
| 29 листопада          | Йорк Сіті                  | 0:1     | Рочдейл                     |
| 29 листопада          | Олдершот                   | 2:1     | Бромсгроув Роверз           |
| 29 листопада          | Ґейтсгед                   | 1:3     | Бредфорд Сіті               |
| 29 листопада          | Колчестер Юнайтед          | 2:1     | Банбері Спенсер             |

## Другий раунд
До другого раунду увійшли переможці першого раунду. 
| Дата                   | Господарі                  | Рахунок | Гості                    |
| ---------------------- | -------------------------- | ------- | ------------------------ |
| 13 грудня              | Борнмут енд Боском Атлетік | 1:0     | Бредфорд Сіті            |
| 13 грудня              | Бристоль Сіті              | 0:1     | Крістал Пелес            |
| 13 грудня              | Рочдейл                    | 1:1     | Джиллінгем               |
| 20 грудня Перегравання | Джиллінгем                 | 3:0     | Рочдейл                  |
| 13 грудня              | Редінг                     | 3:0     | Ньюпорт Каунті           |
| 13 грудня              | Ноттс Каунті               | 1:1     | Стоктон                  |
| 20 грудня Перегравання | Стоктон                    | 1:4     | Ноттс Каунті             |
| 13 грудня              | Транмер Роверз             | 0:1     | Честер                   |
| 13 грудня              | Стокпорт Каунті            | 1:1     | Шрусбері Таун            |
| 20 грудня Перегравання | Шрусбері Таун              | 2:2     | Стокпорт Каунті          |
| 22 грудня Перегравання | Стокпорт Каунті            | 3:2     | Шрусбері Таун            |
| 13 грудня              | Бристоль Роверз            | 4:0     | Нью-Брайтон              |
| 13 грудня              | Нортгемптон Таун           | 1:1     | Торкі Юнайтед            |
| 20 грудня Перегравання | Торкі Юнайтед              | 2:0     | Нортгемптон Таун         |
| 13 грудня              | Норвіч Сіті                | 2:2     | Волсолл                  |
| 20 грудня Перегравання | Волсолл                    | 3:2     | Норвіч Сіті              |
| 13 грудня              | Галл Сіті                  | 4:2     | Челтнем Таун             |
| 13 грудня              | Олдем Атлетік              | 0:1     | Менсфілд Таун            |
| 13 грудня              | Гартлпул Юнайтед           | 1:1     | Брайтон енд Гоув Альбіон |
| 20 грудня Перегравання | Брайтон енд Гоув Альбіон   | 2:1     | Гартлпул Юнайтед         |
| 13 грудня              | Ранкорн                    | 0:1     | Барроу                   |
| 13 грудня              | Воркінгтон                 | 1:2     | Кру Александра           |
| 13 грудня              | Олдершот                   | 0:0     | Свіндон Таун             |
| 20 грудня Перегравання | Свіндон Таун               | 2:0     | Олдершот                 |
| 13 грудня              | Колчестер Юнайтед          | 1:0     | Рексем                   |

## Третій раунд
| Дата                  | Господарі                  | Рахунок | Гості                    |
| --------------------- | -------------------------- | ------- | ------------------------ |
| 10 січня              | Блекпул                    | 4:0     | Лідс Юнайтед             |
| 10 січня              | Борнмут енд Боском Атлетік | 1:2     | Вулвергемптон Вондерерз  |
| 10 січня              | Бернлі                     | 0:2     | Свіндон Таун             |
| 10 січня              | Ліверпуль                  | 4:1     | Ноттінгем Форест         |
| 10 січня              | Саутгемптон                | 1:0     | Сандерленд               |
| 10 січня              | Джиллінгем                 | 1:1     | Квінз Парк Рейнджерс     |
| 17 січня Перегравання | Квінз Парк Рейнджерс       | 3:1     | Джиллінгем               |
| 10 січня              | Лестер Сіті                | 1:0     | Бері                     |
| 10 січня              | Блекберн Роверз            | 0:0     | Вест Гем Юнайтед         |
| 17 січня Перегравання | Вест Гем Юнайтед           | 2:4     | Блекберн Роверз          |
| 10 січня              | Астон Вілла                | 4:6     | Манчестер Юнайтед        |
| 10 січня              | Болтон Вондерерз           | 0:2     | Тоттенгем Готспур        |
| 10 січня              | Грімсбі Таун               | 1:4     | Евертон                  |
| 10 січня              | Кру Александра             | 3:1     | Шеффілд Юнайтед          |
| 10 січня              | Вест-Бромвіч Альбіон       | 2:0     | Редінг                   |
| 10 січня              | Дербі Каунті               | 2:0     | Честерфілд               |
| 10 січня              | Стокпорт Каунті            | 3:0     | Торкі Юнайтед            |
| 10 січня              | Манчестер Сіті             | 2:1     | Барнслі                  |
| 10 січня              | Фулгем                     | 2:0     | Донкастер Роверз         |
| 10 січня              | Ковентрі Сіті              | 2:1     | Волсолл                  |
| 10 січня              | Портсмут                   | 4:1     | Брайтон енд Гоув Альбіон |
| 10 січня              | Плімут Аргайл              | 2:4     | Лутон Таун               |
| 10 січня              | Міллволл                   | 1:2     | Престон Норт-Енд         |
| 10 січня              | Галл Сіті                  | 1:3     | Мідлсбро                 |
| 10 січня              | Крістал Пелес              | 0:1     | Честер                   |
| 10 січня              | Челсі                      | 5:0     | Барроу                   |
| 10 січня              | Менсфілд Таун              | 2:4     | Сток Сіті                |
| 10 січня              | Кардіфф Сіті               | 1:2     | Шеффілд Венсдей          |
| 10 січня              | Чарльтон Атлетік           | 2:1     | Ньюкасл Юнайтед          |
| 10 січня              | Арсенал                    | 0:1     | Бредфорд Парк-Авеню      |
| 10 січня              | Ротергем Юнайтед           | 0:3     | Брентфорд                |
| 10 січня              | Колчестер Юнайтед          | 1:0     | Гаддерсфілд Таун         |
| 10 січня              | Бірмінгем Сіті             | 0:3     | Ноттс Каунті             |
| 10 січня              | Бристоль Роверз            | 2:0     | Свонсі Сіті              |

## Четвертий раунд
У цьому раунді зіграли переможці попереднього етапу.
| Дата                  | Господарі               | Рахунок | Гості                   |
| --------------------- | ----------------------- | ------- | ----------------------- |
| 24 січня              | Блекпул                 | 4:0     | Честер                  |
| 24 січня              | Саутгемптон             | 3:2     | Блекберн Роверз         |
| 24 січня              | Лестер Сіті             | 2:1     | Шеффілд Венсдей         |
| 24 січня              | Вулвергемптон Вондерерз | 1:1     | Евертон                 |
| 31 січня Перегравання | Евертон                 | 3:2     | Вулвергемптон Вондерерз |
| 24 січня              | Кру Александра          | 0:3     | Дербі Каунті            |
| 24 січня              | Лутон Таун              | 3:2     | Ковентрі Сіті           |
| 24 січня              | Свіндон Таун            | 1:0     | Ноттс Каунті            |
| 24 січня              | Тоттенгем Готспур       | 3:1     | Вест-Бромвіч Альбіон    |
| 24 січня              | Манчестер Сіті          | 2:0     | Челсі                   |
| 24 січня              | Квінз Парк Рейнджерс    | 3:0     | Сток Сіті               |
| 24 січня              | Фулгем                  | 5:2     | Бристоль Роверз         |
| 24 січня              | Брентфорд               | 1:2     | Мідлсбро                |
| 24 січня              | Портсмут                | 1:3     | Престон Норт-Енд        |
| 24 січня              | Манчестер Юнайтед       | 3:0     | Ліверпуль               |
| 24 січня              | Чарльтон Атлетік        | 3:0     | Стокпорт Каунті         |
| 24 січня              | Колчестер Юнайтед       | 3:2     | Бредфорд Парк-Авеню     |

## П'ятий раунд
На цьому етапі зіграли переможці попереднього раунду.
| Дата                   | Господарі            | Рахунок | Гості             |
| ---------------------- | -------------------- | ------- | ----------------- |
| 7 лютого               | Блекпул              | 5:0     | Колчестер Юнайтед |
| 7 лютого               | Саутгемптон          | 3:0     | Свіндон Таун      |
| 7 лютого               | Фулгем               | 1:1     | Евертон           |
| 14 лютого Перегравання | Евертон              | 0:1     | Фулгем            |
| 7 лютого               | Мідлсбро             | 1:2     | Дербі Каунті      |
| 7 лютого               | Тоттенгем Готспур    | 5:2     | Лестер Сіті       |
| 7 лютого               | Квінз Парк Рейнджерс | 3:1     | Лутон Таун        |
| 7 лютого               | Манчестер Сіті       | 0:1     | Престон Норт-Енд  |
| 7 лютого               | Манчестер Юнайтед    | 3:0     | Чарльтон Атлетік  |

## Шостий раунд
На цьому етапі зіграли переможці попереднього раунду.
| Дата                   | Господарі            | Рахунок | Гості                |
| ---------------------- | -------------------- | ------- | -------------------- |
| 28 лютого              | Фулгем               | 0:2     | Блекпул              |
| 28 лютого              | Саутгемптон          | 0:1     | Тоттенгем Готспур    |
| 28 лютого              | Квінз Парк Рейнджерс | 1:1     | Дербі Каунті         |
| 6 березня Перегравання | Дербі Каунті         | 5:0     | Квінз Парк Рейнджерс |
| 28 лютого              | Манчестер Юнайтед    | 4:1     | Престон Норт-Енд     |

## Півфінали
У півфіналах зіграли команди, що перемогли на попередньому етапі.
| Дата       | Господарі         | Рахунок | Гості             |
| ---------- | ----------------- | ------- | ----------------- |
| 13 березня | Блекпул           | 3:1 дч  | Тоттенгем Готспур |
| 13 березня | Манчестер Юнайтед | 3:1     | Дербі Каунті      |

## Фінал
| 24 квітня 1948 |

| Манчестер Юнайтед                      | 4:2      | Блекпул                          |
| -------------------------------------- | -------- | -------------------------------- |
| Роулі 28', 70' Пірсон 80' Андерсон 82' | Протокол | Шимвелл 12' (пен.) Мортенсен 35' |

| Вемблі, Лондон Глядачів: 99 842 Арбітр: Джек Баррік |